# Tullius Hammargren
Erik Tullius Hammargren, född 24 oktober 1814 i Grava socken, död 14 september 1899 i Karlskoga socken, var en svensk präst, ornitolog och läroboksförfattare. Hammargren började sin karriär som läroverkslärare innan han prästvigdes 1856. År 1867 utsågs han till kyrkoherde i Karlskoga församling, där han tjänstgjorde fram till sin död 1899. Han var även prost och aktivt engagerad inom skolväsendet. Hammargren publicerade flera böcker inom naturlära, särskilt inom ämnet ornitologi.

## Uppväxtår och studier
Tullius Hammargren föddes på Trangärdstorp i Grava socken, strax norr om Karlstad. Han var son till kontraktsprosten Anders Hammargren (1765–1835), som var kyrkoherde i Hesselskog. Hans mor, Sara Johanna Piscator (1788–1849), tillhörde den värmländska prästsläkten Piscator, och hennes far prosten Anders Piscator var även domkyrkoorganist och tonsättare. Tullius Hammargrens bror Solon Hammargren var även han präst och översatte Gunnlaug Ormstungas saga till svenska.
Hammargren blev student vid Lunds universitet 1832 och promoverades till filosofie magister 1838. I Lund studerade han naturvetenskap men skrevs 1840 in vid medicinska fakulteten vid Uppsala universitet. Han avlade dimissionsexamen i Uppsala 1852 samt både präst- och pastoralexamen i Karlstad 1856.

## Ämbetsgärning

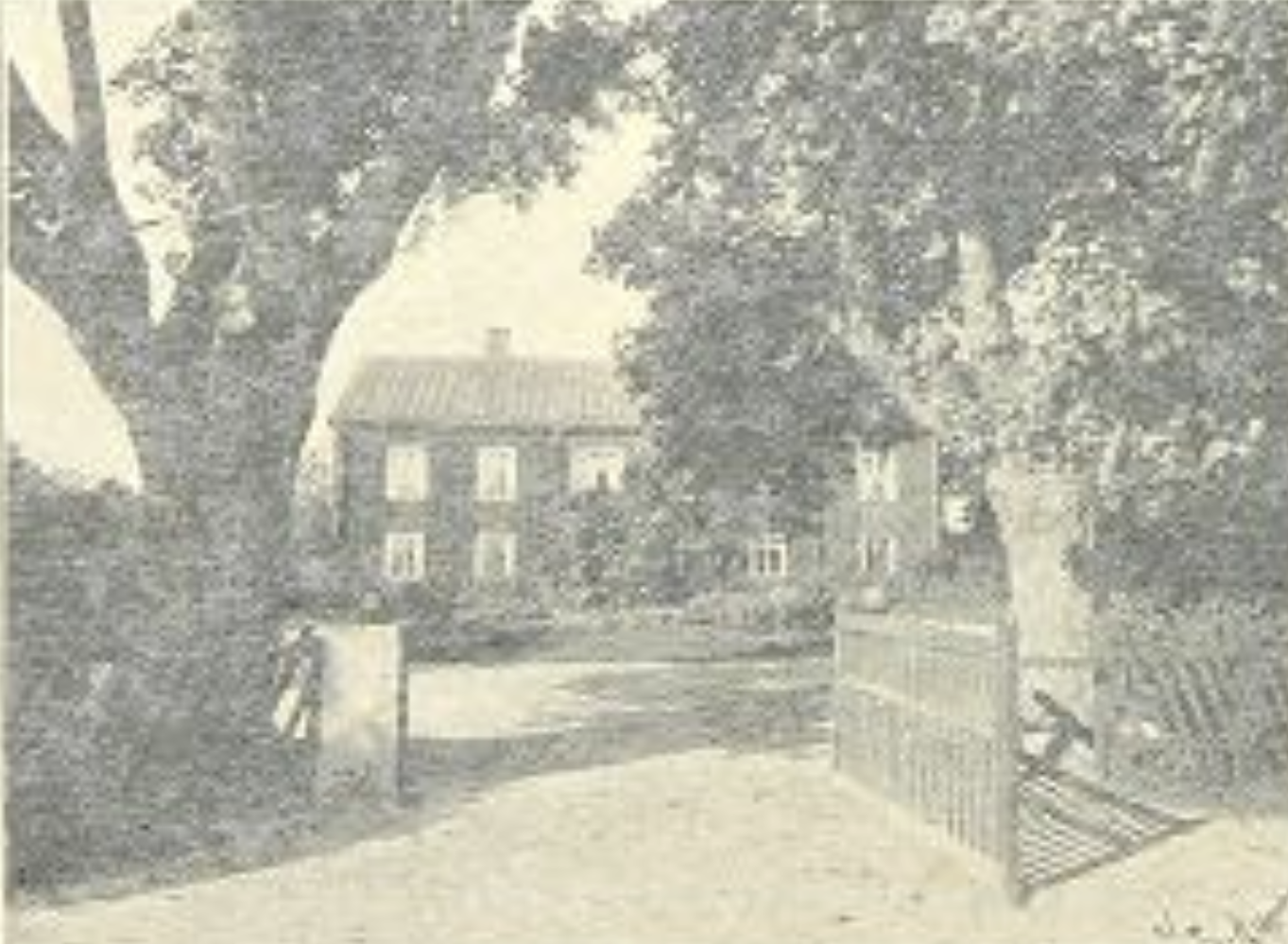
Karlskogas kyrkoherdeboställe i Karls Åby.

Hammargren var lärare vid Åmåls lärdomsskola i Dalsland mellan åren 1837 och 1852 och tjänstgjorde sedan som läroverksadjunkt vid Karlstads elementarläroverk från 1852.
Han prästvigdes 1856 och blev regementspastor vid Värmlands fältjägare. År 1867 utsågs han till kyrkoherde i Karlskoga församling. I den tjänsten var han verksam i Degerfors och Karlsdal. Hammargren var även prost och känd för sitt engagemang inom skolväsendet och var bland annat ordförande i skolrådet.
Under en period på 1870-talet bodde Selma Lagerlöf, hans hustrus brorsdotter, hos dem i prästgården sommaren 1875 när hon skulle konfirmeras. Selma Lagerlöf kom att beskriva honom som konservativ men också som statskyrklig. Det var under perioden i prästgården hon hämtade inspiration till romanen Charlotte Löwensköld, där hon kallar Karlskoga för Korskyrka. Hammargren var vid denna tid bosatt på Karlskoga prostgård.

## Författarskap
Hammargren utgav ett antal böcker under sin livstid, främst som läroboksförfattare. Han skrev bland annat om ornitologi men också om meteorologi. 
Bland hans publicerade verk märks Jordklotets historia 1854, Väderleks-lärans naturvetenskapliga grunder jemte förklaring öfver de märkvärdigaste företeelser i luftkretsen 1858, Inledning till foglarnas naturalhistoria 1859, Repetitionskurs i oorganiska kemien för elementarläroverken 1861, Om temperaturen i jordens inre 1862 och Små utflygter på naturens område 1867. 1889 gav han ut Om våra svenska sångfåglar och 1892 boken Svenska Sångfåglars Lif.

## Familj
Hammargren var gift med Ottiliana Lagerlöf. Hon tillhörde släkten Lagerlöf från Värmland och var dotter till regementsskrivaren Daniel Lagerlöf, som ägde gården Mårbacka, och Elisabet Maria Wennervik. Ottiliana Lagerlöf (1822–1911), som kallades "faster Nana", ska dessutom ha inspirerat brorsdottern Selma Lagerlöfs författarskap.
I äktenskapet föddes sönerna Theodor, som var borgmästare i Filipstad, Otto som var köpman och Hugo, som var grosshandlare och grundade företaget Hammargrens.
Hammargren avled efter en tids sjukdom 1899 i Karlskoga och efterträddes som kyrkoherde av Johan Nordenson.

## Utmärkelse
Hammargren utnämndes 1882 till ledamot av Nordstjärneorden.